# حركة التجدد الديمقراطي

شعار الحركة

حركة التجدد الديمقراطي، هي حركة سياسية لبنانية أسست في 15 يوليو 2001. أسست الحركة مجموعة من حوالي خمسين شخص، تضم نائبين، نسيب لحود ومصباح الأحدب وعدة وجوه من المجتمع المدني من عدة طوائف. يرأس الحركة نسيب لحود وينوبه مصباح الأحدب، ويشغل منصب أمين السر أنطوان حداد. من أبرز أعضاء اللجنة التنفيذية للحركة الوزير السابق نديم سالم، النائب السابق كميل زيادة، باسم الجسر، وفيق زنتوت، منى فياض. حسب وثيقتها التأسيسية تهدف الحركة إلى «أن تكون أحد الأقطاب اللاطائفية الساعية إلى إجراء تحديث الحياة السياسية وإلى تطويرها من خلال تعميق الوحدة اللبنانية» سنة 2002 دعمت الحركة مرشح المعارضة غابريال المر ضد ميرنا المر نجلة وزير الداخلية آنذاك ميشال المر في الانتخابات الفرعية بالمتن. في انتخابات 2005 فازت الحركة بمقعد واحد: مصباح الأحدب عن دائرة الشمال الثانية. شاركت الحركة في ثورة الأرز. في 13 سبتمبر 2007 أعلن نسيب لحود ترشحه لمنصب رئاسة الجمهورية.
ترأّس نسيب لحود الحركة حتى وفاته في 2 فبراير 2012، وخلفه بالإنابة كميل زيادة حتى انتخابه رئيساً بالأصالة في 19 يوليو.

## وصلات خارجية
حركة التجدد الديمقراطي